# ラック式鉄道

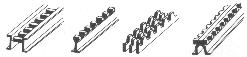
左からリッゲンバッハ式、シュトループ式、アプト式、ロヒャー式の歯軌条

ラックレールとピニオンギアの作動（フォン・ロール式）

ラック式鉄道（ラックしきてつどう、Rack Railway）（歯軌条鉄道）とは、2本のレールの中央に歯型のレール（歯軌条、ラックレール）を敷設し、車両の床下に設置された歯車（ピニオン）とかみ合わせることで急勾配を登り下りするための推進力と制動力の補助とする鉄道のことである。この突出したピニオンとレールの干渉を防ぐため、特殊な分岐器が必要とされる場合もある。

## 粘着式による登坂の限界
ラック式鉄道に対して+車輪とレールの間の摩擦力（粘着力）によってのみ駆動と支持を行う通常の鉄道を粘着式鉄道と呼ぶが、粘着式の場合、登坂可能条件は「1000μWD≧W（r+i+a）」という式で求められる（左辺：動力車の粘着引張力・右辺：列車全体の走行の諸抵抗）。
（μ＝粘着係数（無次元量）WD＝動力車の動輪上重量（t）、W＝列車全体の重量（t）、r＝単位重量当たりの走行抵抗（kg/t）、i＝勾配上における単位重量当たりの勾配抵抗、a＝加速運転における単位重量当たりの加速度抵抗（kg/t）。iとaの抵抗の値は「i＝勾配角度G（kg/t）」（勾配角度Gは勾配の ‰ での数値）、「a＝31α（kg/t）」（αは加速度（km/h）/s）。）
この式を勾配角度Gを求める場合に変換すると「G≦1000μWD/W-r-31α」となり、粘着係数を鉄道において一般的な0.15・0.20・0.25とし、単位当たり走行抵抗rを7、加速度αを0.25（km/h）/sとすると、登坂限界の勾配は以下の表のようになる。
粘着式鉄道における登坂限界勾配の推定（単位 ‰）
| 列車全体の重量/動輪上重量   | 粘着係数0.15 | 粘着係数0.20 | 粘着係数0.25 |
| --------------------------- | ------------ | ------------ | ------------ |
| 1倍（全軸駆動の動力車のみ） | 135          | 185          | 235          |
| 2倍                         | 60           | 85           | 110          |
| 2.5倍                       | 45           | 65           | 85           |
| 3倍                         | 35           | 52           | 69           |

この数値は仮想的な物で実際には安全に余裕を見込んで設置される必要性があるため、鉄道における勾配は全軸駆動の電車列車でも100 ‰、機関車牽引の場合は70 ‰付近が粘着式の限界とされている。
実際の鉄道でもポルトガルのリスボントラムでは最急勾配135 ‰、オーストリアのペストリングベルク鉄道は最急勾配116 ‰であるなど、欧州では最急勾配100 ‰前後の粘着式の路面電車が最急になる。

## 解説
ラック式は、イギリスのジョン・ブレンキンソップが平たい鉄のレールと平たい車輪ではスリップが起きやすいと考え、1811年に特許 (No 3431) を取得し、翌1812年にマシュー・マレーによって製作されたミドルトン鉄道の機関車で初めて採用された。当時は急勾配を登るためではなく、機関車の空転防止が目的だった。この問題は、1813年にイギリスのヘドレーが機関車の重量を増やすことで解決された。
世界初の登山用ラック式鉄道は、1868年に開通したアメリカ合衆国のワシントン山歯軌条鉄道で、マーシュ式を使用し375 ‰（パーミル）の急勾配で実用化された。19世紀末から20世紀初頭にかけて世界各地で多数のラック式鉄道が相次いで建設された（下表参照）が、ケーブルカー（鋼索鉄道）やさらにはロープウェイ（索道）の発達により新規路線の開設はほとんど行われなくなった。しかし20世紀末には山岳観光地における環境負荷の少ない交通機関として見直す動きが起こった。オーストラリアでは新しいラック式鉄道が開業しており、日本でも菅平高原に本格的なラック式登山鉄道が計画されたことがある。
歯軌条と歯車の形状により、後述するさまざまな種類がある。ただし世界的にはアプト式が約80 %と大半を占め、日本でも営業鉄道路線ではアプト式以外の採用例がないため、日本では「アプト式」があたかもラック式鉄道全般を指す言葉であるかのような誤解がしばしば見られる。
ラック鉄道の方式別の実用化開始年。
| 方式             | 特徴   | 実用開始年 | 実用開始場所                                            | （実用開始場所の） 最急勾配 | 記事                           |
| ---------------- | ------ | ---------- | ------------------------------------------------------- | --------------------------- | ------------------------------ |
| マーシュ式       | 梯子型 | 1869年     | ワシントン山歯軌条鉄道 （Mount Washington Cog Railway） | 375 ‰                       | 世界最初のラック式登山鉄道     |
| リッゲンバッハ式 | 梯子型 | 1871年     | スイス：アルト・リギ鉄道                                | 250 ‰                       | 欧州最初のラック式登山鉄道     |
| アプト式         | 2～3条 | 1885年     | ドイツ：ハルツ山鉄道 （Rübeland Railway）               | 60 ‰                        | アプト式最初の実用化例         |
| ロヒャー式       | 水平型 | 1888年     | スイス：ピラトゥス鉄道                                  | 480 ‰                       | 世界最急勾配のラック式登山鉄道 |
| シュトループ式   | 1条    | 1898年     | スイス：ユングフラウ鉄道                                | 250 ‰                       |                                |

また、駆動力をもっぱらピニオンのみにたより車輪には動力を伝えないタイプと、通常は車輪に動力を伝え急勾配区間のみラックレールを使用するタイプとがある。前者のタイプでは平坦な駅構内や分岐器部分にもラックレールが必要となる。
ラック式鉄道が世界で最も普及している国はスイスで、山に登ることを目的とした観光鉄道のほか、峠を越える部分のみラックレールを使用している亜幹線鉄道もある。かつて信越本線の碓氷峠に存在したラック式区間は最大勾配こそ68 ‰に過ぎなかったが、路線の一部分とは言えこれほど輸送量の多い幹線に用いられた例は、ブラジルのサントス＝ジュンジアイ鉄道の104 ‰のラック式鉄道区間で日本製の電気機関車が重連で500 t、スイス製の電気機関車が同じく850 tを牽引した列車が運行されているものに次ぐものであり、世界にも他にあまり例はない。

## ラックの諸方式

### はしご型ラックレール
マーシュ式 (Marsh)
アメリカ合衆国の技師シルベスター・マーシュ（Silvester Marsh 1803年9月30日 - 1884年12月30日）によって考案された。ラック式として最初の方式。L字型をした2本の鋼材（アングル材）の間に丸型断面のピンを渡した、はしご状のラックレールを使う。
リッゲンバッハ式 (Riggenbach)
スイスの技師ニクラウス・リッゲンバッハ（Niklaus Riggenbach 1817年5月21日 - 1899年7月25日）によって考案された。マーシュ式と類似した構造だが浅いコの字の形をした鋼材（チャンネル材）と台形断面のピンを使用し、機関車のピニオンとの噛みあわせをより完全にした。1970年頃の統計では世界の174ラック式鉄道（廃止済みのもの含む）のうち54の鉄道に採用されており、アプト式に次ぐ普及率を持つ。

### 複合型ラックレール
アプト式 (Abt)
位相をずらした通常2枚または3枚の板状のラックレールを使う。牽引力に脈動がある蒸気機関車が列車を牽引していた時代に機関車のラックレールへの乗上がり対策として常に歯車と歯軌条が噛み合うようにしたもので、スイスの技師カール・ローマン・アプト（Carl Roman Abt 1850年7月16日 - 1933年5月1日）によって考案された方式であり、重量のある車両にも適しているため3列式は幹線鉄道にも使用されている一方、牽引力に脈動がない電気機関車や電車の普及により、単純型ラックレールでの建設が主流となった。1970年頃の統計では世界の174ラック式鉄道（廃止済みのもの含む）のうち70の鉄道に採用されていた、最も多く見られる形式。

### 挟み込み式ラックレール
ロヒャー式 (Locher)
ラックの歯が上部ではなく側面にあり、それを車体側のピニオン2枚で左右からはさむ形になる。ピニオン下面には車輪のフランジに似た円盤があってラックから浮き上がらない構造になっており、諸方式の中で最も急勾配に対応できるとされている。ただし構造上トングレールを用いる分岐器が使えず、ロータリースイッチという特殊な分岐器またはトラバーサーを用いて進路を切り替える。これを採用したスイスのピラトゥス鉄道は、ケーブルカー(シュトースバーン)をのぞいた鉄道最急勾配の480‰（パーミル）を誇る。スイスの技師エデュアルト・ロヒャー（Eduard Locher 1840年1月15日 - 1910年6月2日）によって考案された。

### 単純型ラックレール
元々マーシュ、リッゲンバッハ、アプトの各方式は、動力車が蒸気機関車・蒸気動車だった時代に開発されたが、蒸気動力車は動輪そのものがピストンの往復運動を回転運動に変えるクランクの役を果たしている関係から、動軸の衝動が大きく、このためピニオンがラックレールから外れることのないよう何らかの対策をする必要があった。しかし、ユングフラウ鉄道では長大なトンネルがあったため開業当初から電化されており、電動機の振動は蒸気機関に比べると小さかったのでこれらの対策が不要とラックレールの構造を簡易的にできたのでシンプルで低コストのシュトループ式が開発された。のちにさらに改良型のフォン・ロール式も生み出された。
シュトループ式 (Strub)
スイスのエミール・シュトループ (Emil Strub) によって考案された。頭の大きなレールの形をした鋼材に歯をつけてラックにするもので、アプト、リッゲンバッハに次ぐ第3の普及率。
フォン・ロール (Von Roll)
スイスのフォン・ロール社 (Von Roll) によって開発された。幅の広い単一のラックを使う。分岐器も含め構造が簡単なのでリッゲンバッハ式・シュトループ式ラックレールの置換用として、または比較的新しい路線でよく使用される。

### ラック式ではない類似方式
フェル式 (Fell)
厳密にはラック式ではないが、中央に設置された通常のレールを水平の2枚の車輪がはさみこむ。スウェーデンの技師ウィドマーク (Widmark) が最初に考案し、イギリスの技師ジョン・フェル (John Fell) によって完成された。
ラック式よりコストや手間はかからないが、登れる勾配の角度が電車列車では自力で登れる程度のため、唯一現存するスネーフェル登山鉄道（開業時より電化）では一切昇降に使用せず、安全上の保険的扱いで使用されている。

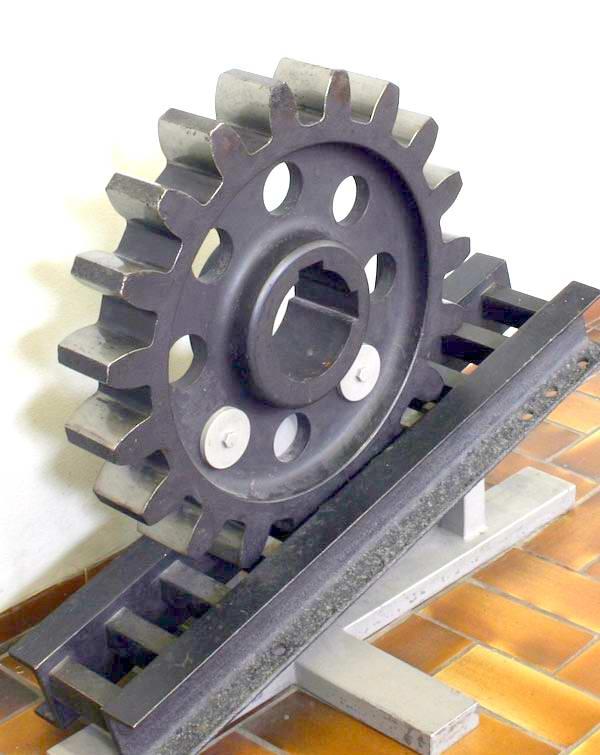
リッゲンバッハ式のラックとピニオン
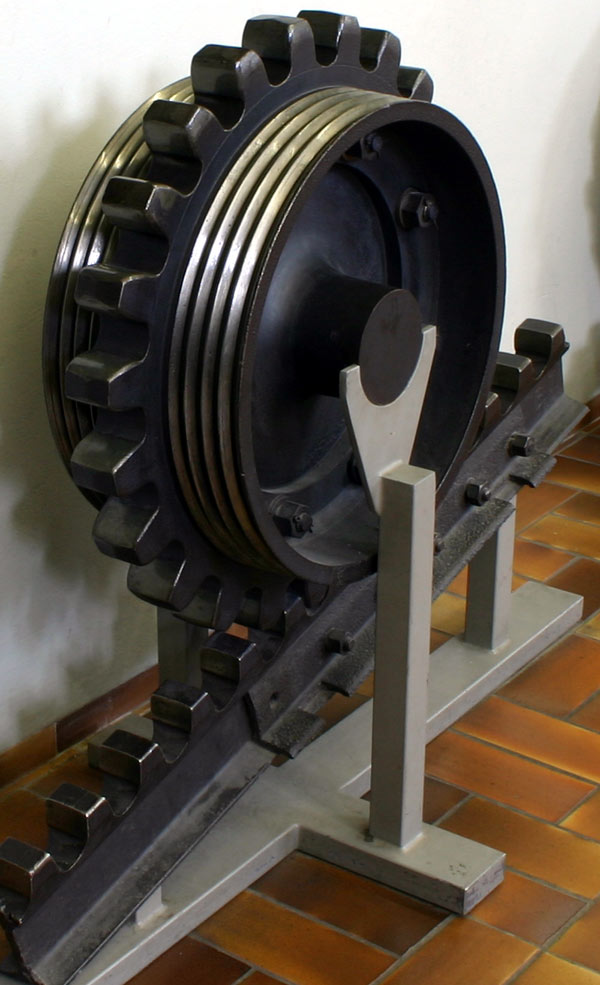
シュトループ式のラックとピニオン
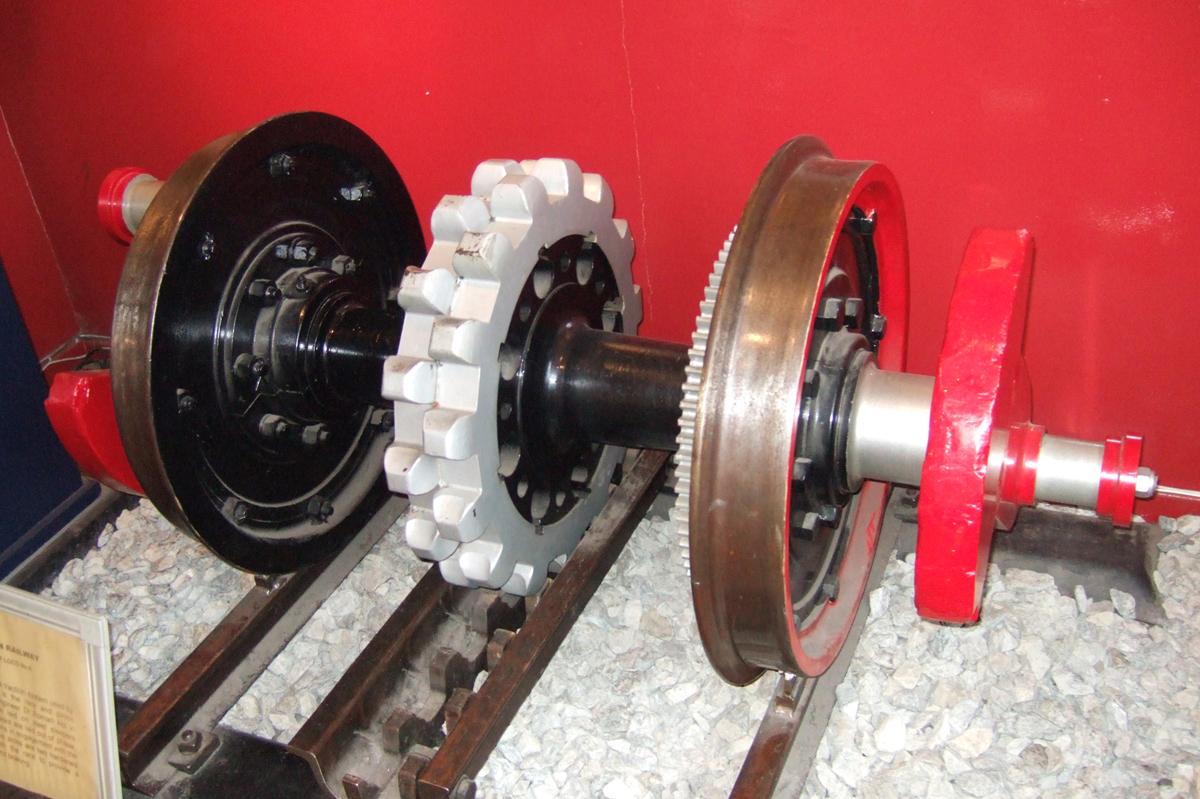
アプト式のラックとピニオン
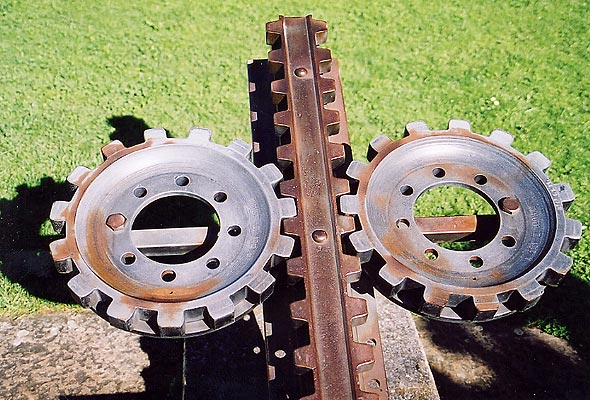
ロヒャー式のラックとピニオン
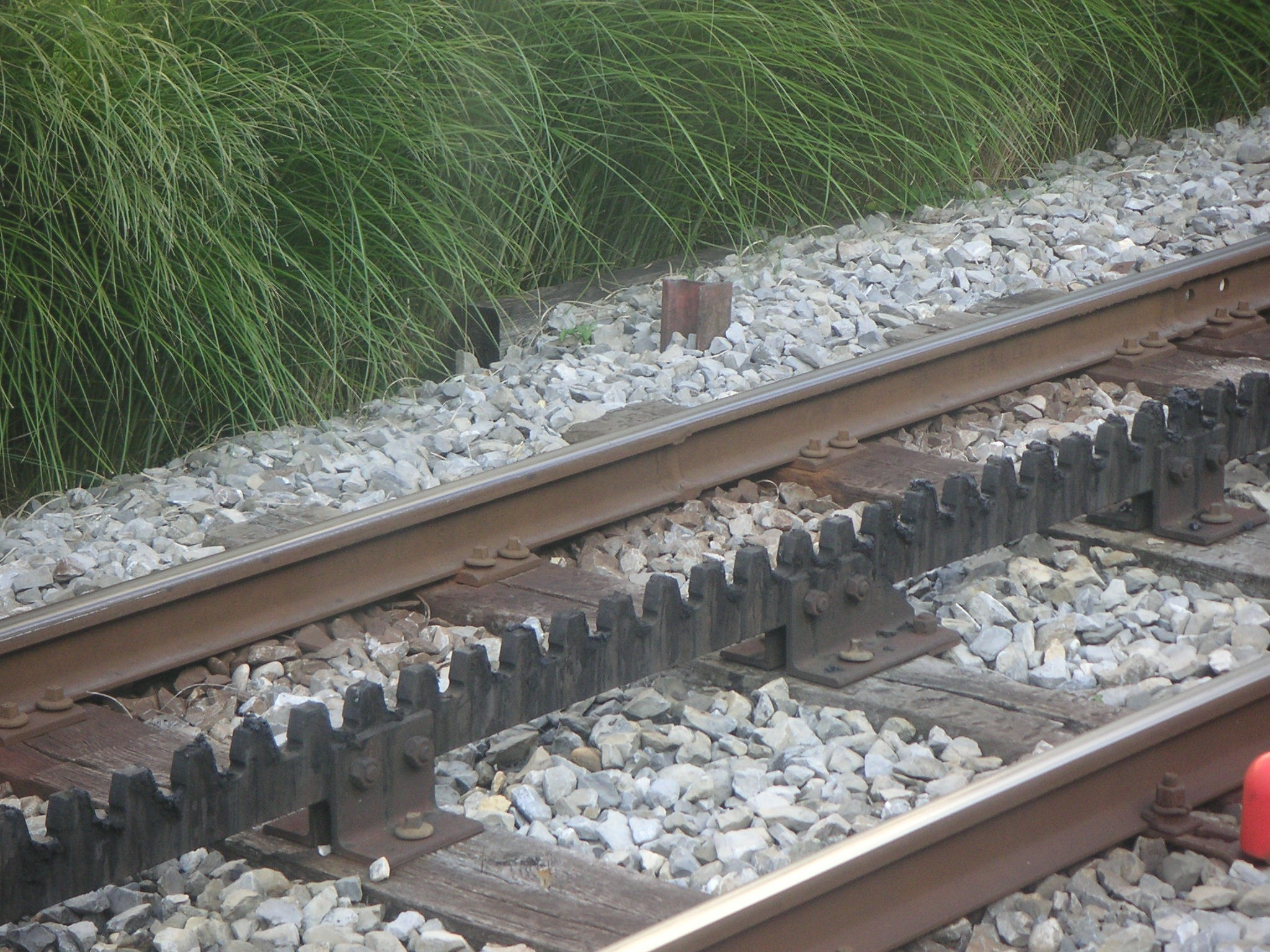
1枚ラックのフォン・ロール式
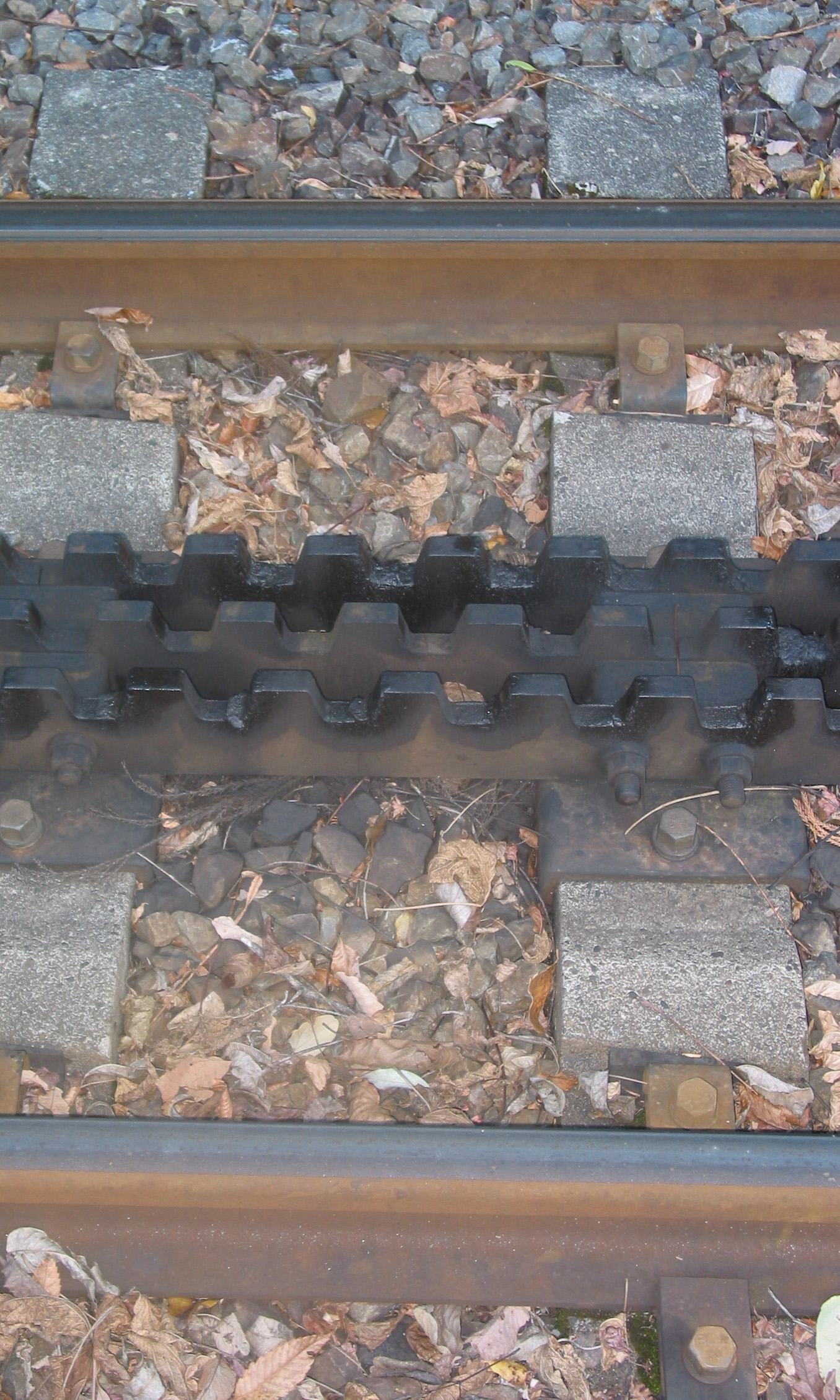
大井川鐵道井川線のアプト式3枚ラックレール
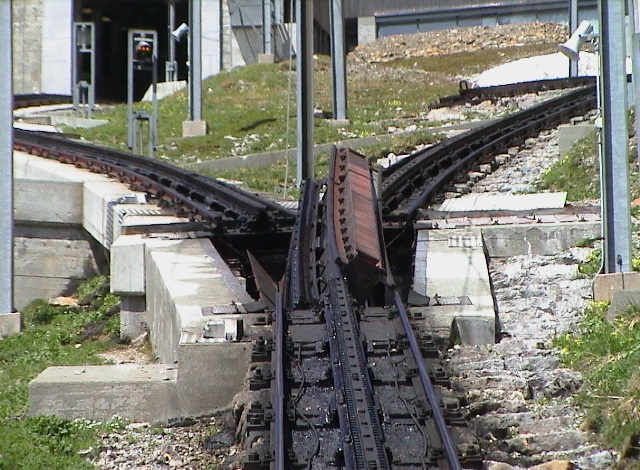
ピラトゥス鉄道山頂駅付近のロータリースイッチ。一枚の鋼板の両面にレールとラックを装備し、全体を回転させることで切り替える。
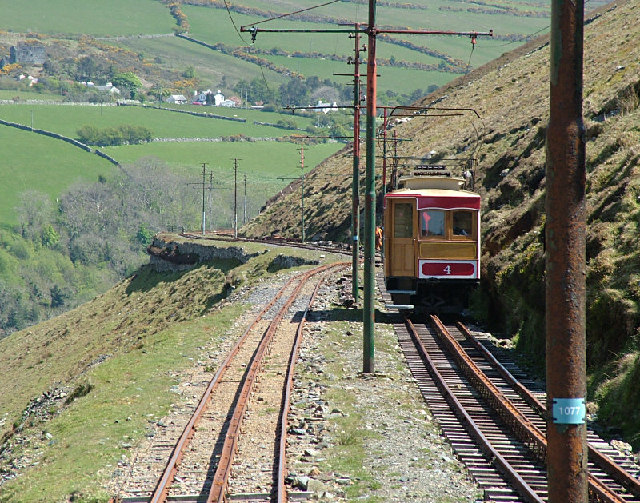
スネーフェル登山鉄道のフェル式レール
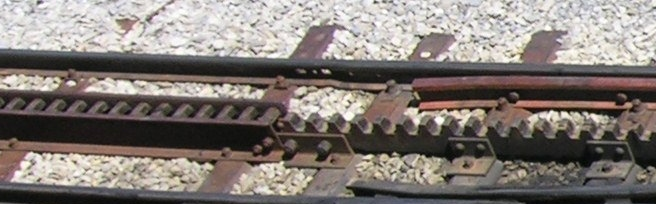
リッゲンバッハ式とフォンロール式の接合部

## ラック式鉄道の一覧
- イギリス
  - スネーフェル登山鉄道
    - 現在世界唯一のフェル式。最大勾配83‰。マン島にある。

  - スノードン登山鉄道
    - アプト式（グリッパーレール付き）。最大勾配182‰。
    - ウィルバート・オードリー牧師が執筆した絵本シリーズ「汽車のえほん」に、スノードン登山鉄道をモデルにした架空のラック式鉄道「カルディー登山鉄道」が登場する（テレビシリーズ『きかんしゃトーマス』の原作になるが、ラック式鉄道は現在まで未登場）。詳しくは「山にのぼる機関車」を参照。
- イタリア
  - サッシ・スペルガ登山鉄道
    - シュトループ式。最大勾配200‰。ケーブルカー（鋼索鉄道）として開業後、1935年にラック式鉄道に改修。トリノ近郊。

  - プリンチペ・グラナロロ鉄道
    - リッゲンバッハ式。最大勾配214‰。ジェノバ市内の小鉄道。
- インド
  - ニルギリ山岳鉄道
    - アプト式。最大勾配120‰。蒸気機関車。
- インドネシア
  - アンバラワ・ラック式鉄道
    - 蒸気機関車。
- オーストラリア
  - ウェストコースト・ウィルダネス鉄道 en:West Coast Wilderness Railway
    - アプト式。廃止された鉱山鉄道を2002年に復活。蒸気機関車。

  - スキーチューブ・アルペン鉄道 en:Skitube Alpine Railway
    - フォンロール式。最大勾配125‰。1988年開業の新しいラック式鉄道。路線の大半がトンネル内。
- オーストリア
  - アッヘンゼー鉄道 de:Achenseebahn
    - リッゲンバッハ式（粘着式併用）、最大勾配160‰。蒸気機関車。

  - シャーフベルク鉄道 de:Schafbergbahn
    - アプト式、最大勾配255‰。蒸気機関車。

  - シュネーベルク鉄道 de:Schneebergbahn
    - アプト式、最大勾配200‰。蒸気機関車。
- ギリシャ
  - ディアコフト・カラヴリタ鉄道
    - アプト式、最大勾配175‰。
- フランス
  - シャモニー・モンタンベール鉄道 fr:Chemin de fer Chamonix au Montenvers
    - シュトループ式。最大勾配220‰。

  - モンブラン鉄道 fr:Tramway du Mont-Blanc
    - シュトループ式（粘着式併用）。最大勾配250‰。

  - リューヌ鉄道 fr:Petit train de la Rhune
    - シュトループ式。最大勾配250‰。古典的電気機関車。

  - リヨン地下鉄C線
    - シュトループ式（粘着式併用）。最大勾配170‰。

  - ピュイ・ド・ドーム展望鉄道 fr:Panoramique des Dômes
    - シュトループ式。2012年6月28日に開業した新しい登山鉄道で、LRV形の電車が走る。
- スイス
  - アッペンツェル鉄道 de:Appenzeller Bahnen
    - 旧サンクトガレン・ガイス・アッペンツェル鉄道 de:Elektrische Bahn St. Gallen–Gais–Appenzell区間
      - サンクトガレン - ガイス間：リッゲンバッハ式/フォンロール式（粘着式併用）。最大勾配92‰。
      - ガイス - アルトシュテッテン間：シュトループ式/フォンロール式（粘着式併用）。最大勾配160‰。

    - 旧ロールシャッハ・ハイデン鉄道 de:Rorschach-Heiden-Bergbahn区間
      - リッゲンバッハ式（粘着式併用）。最大勾配90‰。

    - 旧ライネック・ワルツェンハウゼン鉄道 de:Bergbahn Rheineck-Walzenhausen区間
      - リッゲンバッハ式（粘着式併用）。最大勾配250‰。ケーブルカーとして開業後、1958年に路線延長とともにラック化。

  - ヴェヴェイ電気鉄道 fr:Chemins de fer électriques Veveysans
    - シュトループ式（粘着式併用）。最大勾配200‰。

  - ヴェンゲルンアルプ鉄道 de:Wengernalpbahn
    - リッゲンバッハ式。最大勾配250‰。

  - シャブレ公共交通
    - エーグル-オロン-モンテイ-シャンペリ線 fr:Chemin de fer Aigle-Ollon-Monthey-Champery
      - シュトループ式（粘着式併用）。最大勾配135‰。

    - エーグル-レザン線 fr:Chemin de fer Aigle-Leysin
      - アプト式（粘着式併用）。最大勾配230‰。

    - ベー-ヴィラー-ブルタユ線 fr:Chemin de fer Bex-Villars-Bretaye
      - アプト式（粘着式併用）。最大勾配200‰。

  - ゴルナーグラート鉄道
    - アプト式。最大勾配200‰。

  - シーニゲ・プラッテ鉄道
    - リッゲンバッハ式／フォンロール式。最大勾配260‰。

  - ツェントラル鉄道
    - 旧スイス連邦鉄道（スイス国鉄）ブリューニック線区間
      - リッゲンバッハ式（粘着式併用）。最大勾配128‰。スイス国鉄で唯一の狭軌・ラック式の路線であった。

    - 旧ルツェルン・シュタンス・エンゲルベルク鉄道区間
      - リッゲンバッハ式（粘着式併用）。最大勾配261‰。勾配緩和のために新線を建設中。

  - ドルダー鉄道 de:Dolderbahn
    - フォンロール式。最大勾配196‰。チューリヒ市内の小鉄道。1973年にケーブルカーをラック式鉄道に改修。

  - マッターホルン・ゴッタルド鉄道
    - 旧フルカ・オーバーアルプ鉄道区間（アンデルマット - ゲシェネン間）
      - アプト式（粘着式併用）。最大181‰。

    - 旧ブリーク・フィスプ・ツェルマット鉄道 区間
      - アプト式（粘着式併用）。最大125‰。

  - マルチニ・シャトラール鉄道
    - シュトループ式。最大勾配200‰。

  - モンテ・ジェネロッソ鉄道
    - アプト式。最大勾配220‰。

  - モントルー・グリオン・ロシェドネイ鉄道
    - アプト式。最大勾配220‰。

  - ピラトゥス鉄道
    - 唯一のロッヒャー式。最大勾配480‰。

  - ブリエンツ・ロートホルン鉄道
    - アプト式。最大勾配250‰。蒸気機関車を使用。

  - フルカ山岳蒸気鉄道
    - アプト式（粘着式併用）。最大勾配118‰。新フルカトンネルの開業により廃止された旧フルカ・オーバーアルプ鉄道のフルカ峠越え区間を復活した保存鉄道。もとフルカ・オーバーアルプ鉄道の蒸気機関車を復元。

  - ベルナーオーバーラント鉄道
    - リッゲンバッハ式からフォンロール式に改修（粘着式併用）。最大勾配120‰。

  - ユングフラウ鉄道
    - シュトループ式。最大勾配250‰。路線の4分の3以上がトンネル内。ユングフラウヨッホ駅はラック式鉄道でヨーロッパ最高所（標高3454m）。

  - リギ鉄道
    - 旧アルト・リギ鉄道区間
      - リッゲンバッハ式。最大勾配200‰。

    - 旧フィッツナウ・リギ鉄道]区間
      - リッゲンバッハ式。最大勾配250‰。ヨーロッパ最初のラック式鉄道。
- ドイツ
  - de:Wendelsteinbahnヴェンデルシュタイン鉄道
    - シュトループ式（粘着式併用）、最大勾配235‰。

  - シュトゥットガルトラック式鉄道
    - リッゲンバッハ式。178‰。

  - ドラッケンフェルス鉄道
    - リッゲンバッハ式。最大勾配200‰。

  - バイエルン・ツークシュピッツ鉄道
    - リッゲンバッハ式（山麓線は粘着式）、最大勾配250‰。上部はトンネル。ツークシュピッツはドイツ最高峰。
- スペイン
  - モンセラート鉄道
    - アプト式（粘着式併用）。1957年に廃止された路線を2003年に復活。

  - ヌリア鉄道
    - アプト式（粘着式併用）。
- ハンガリー
  - ブダペスト・ラック鉄道
    - リッゲンバッハ式。最大勾配110‰。
- スロバキア
  - シュトルバ－シュトルブスケー・プレソ間ラック式鉄道 Ozubnicová železnica Štrba-Štrbské Pleso
    - スロバキア国鉄線。鉄道企業体スロバキア (ZSSK) が列車を運行。最大勾配127‰。
- シリア・レバノン
  - ベイルート-ダマスカス鉄道
    - アプト式、最大勾配70‰。
- 日本
  - 大井川鐵道井川線
    - アプト式（一部区間のみ）。最大勾配90‰。長島ダム建設に伴う線路の付け替えにより、1990年に開業した新しいラック式鉄道。

  - ☆足尾銅山観光トロッコ鉄道
    - リッゲンバッハ式（変形）。

  - ☆シグナス森林鉄道
    - リッゲンバッハ式。最大勾配138‰。2022年2月廃止。

  - ☆那須りんどう湖 LAKE VIEWスイス鉄道
    - フォンロール式。最大勾配38‰。2019年運行終了、車両は展示されている。
    - （☆は鉄道事業法等に準拠しない、観光施設内の遊戯施設扱いの遊覧鉄道）
- パナマ
  - パナマ運河にて、船舶をけん引する機関車およびそれが走行する軌道がラック式である。
- アメリカ合衆国
  - マニトウ・アンド・パイクスピーク鉄道
    - アプト式、最大勾配250‰。山頂駅はラック式鉄道で世界最高所（標高4300m）。

  - ワシントン山コグ鉄道
    - マーシュ式、最大勾配364‰。世界最初のラック式鉄道。蒸気運転。
- ブラジル
  - コルコバード鉄道
    - リオデジャネイロの名勝コルコバードの丘を登るリッゲンバッハ式の電気鉄道。2両編成のスイス製電車が運用される。

  - サントス＝ジュンジアイ鉄道（ポルトガル語版）
    - アプト式（粘着式併用）。サントスとサンパウロを結ぶ貨物輸送の大動脈。このアプト式は日本企業による設計で、1973年以前はインクラインを使用しワイヤーロープで車両を牽引する方式を採用していた。なお、この方式はアプト式開業後の1981年まで併用。
- アルゼンチン・チリ
  - ロス・アンデス＝メンドーサ・アンデス横断鉄道（スペイン語版）
    - アプト式（粘着式併用）。アンデス山脈を越えてアルゼンチンとチリを結ぶ鉄道。アプト式の国境部分は1984年以降休止中。